# Vombs ängar
Vombs ängar' är ett naturreservat i Lunds kommun i Skåne län.
Området är naturskyddat sedan 1923 och är 446 hektar stort. Vombs ängar är ett fuktängsområde i Vombsänkan i Skåne med många rastande och häckande fåglar. Vombs ängar ligger mellan Silvåkra och Vomb, liksom mellan Krankesjön och Vombsjön, och kan nås via Veberöd. Reservatet beskrivs av länsstyrelsen tillsammans med Klingavälsåns dalgång.
Översilningsängar från 1860-talet tillkom för att öka ängarnas höskörd, och restaurerades år 2000 av naturvårdsskäl och för att förbättra förutsättningarna för fågellivet. Klingavälsån, som hade rätats och fördjupats på 1940-talet, grävdes om år 2001 med en grund meandrande åfåra. 
I områdets västra del finns ett fågeltorn med information om området. Storkar söker ofta föda på ängarna. Under vinterhalvåret rastar stora mängder gäss. Bland de fåglar som häckar på Vombs ängar kan nämnas tofsvipa, enkelbeckasin, storspov, rödbena, brushane (30-50 spelande hannar), gulärla, årta och skedand.

## Galleri

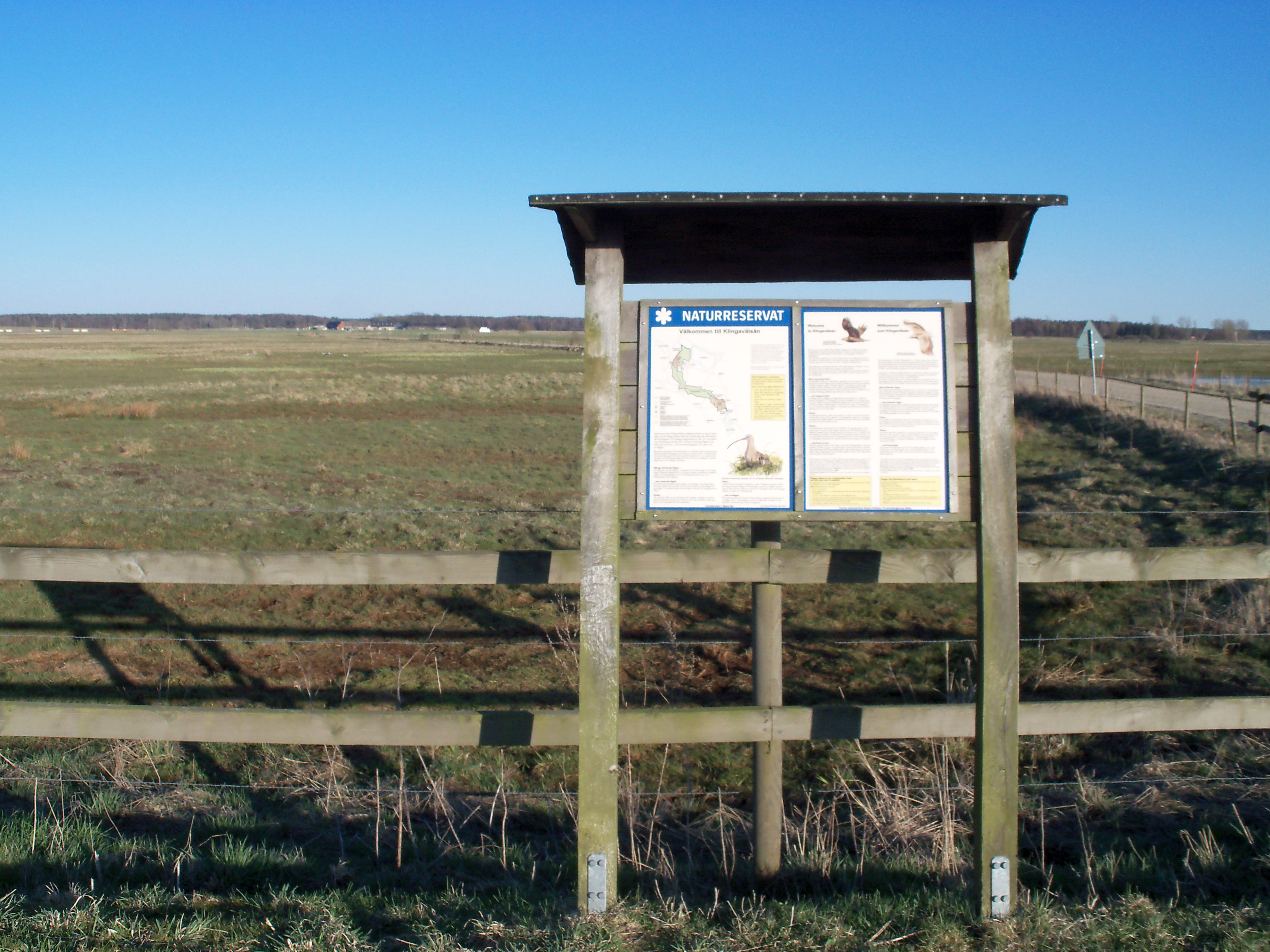
Välkomstskylt med information om naturreservatet vid Vombs ängars parkeringsplats.
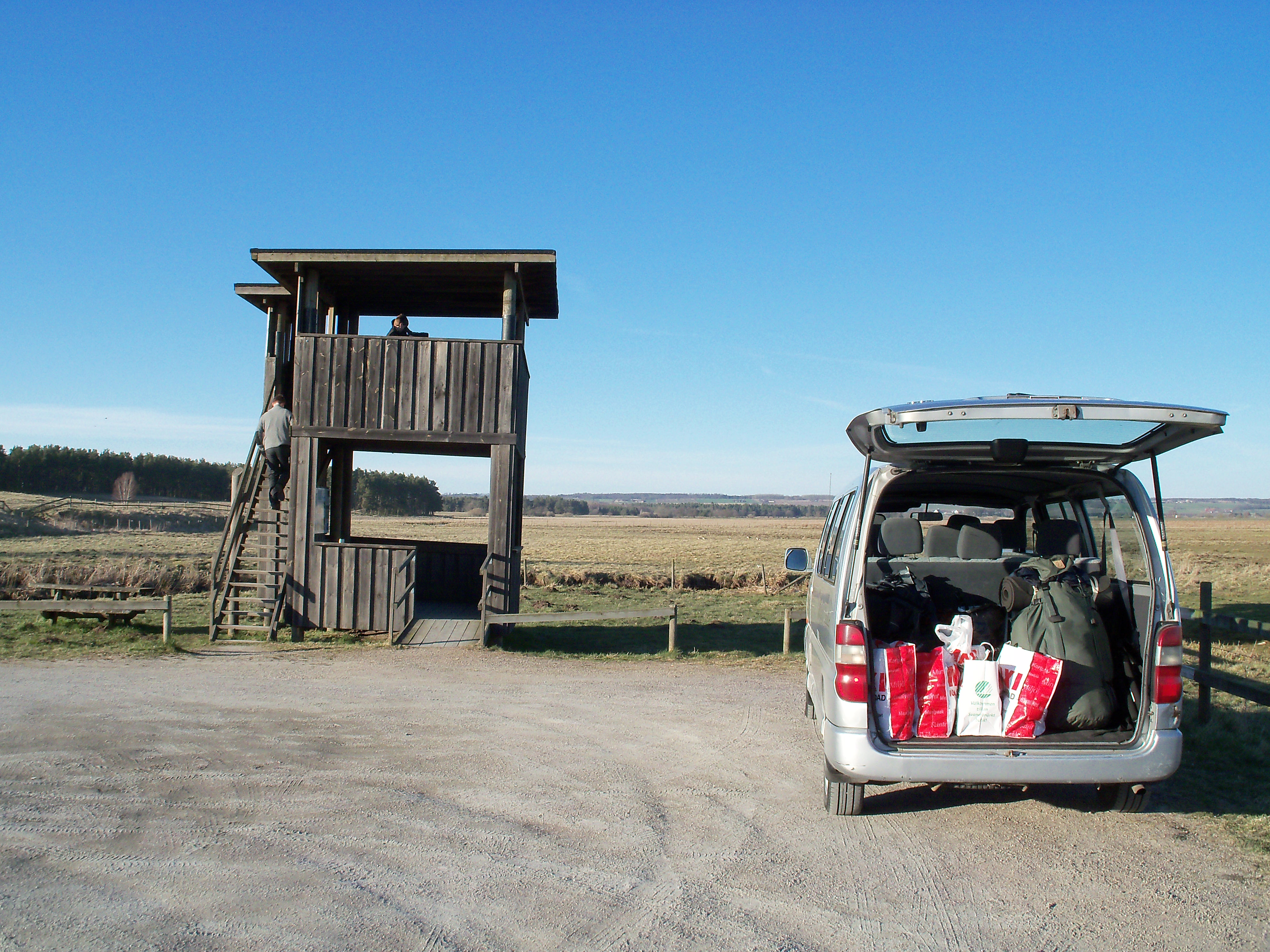
Fågelskådning med Fältbiologerna vid parkeringsplatsen. Till vänster syns ett av fågeltornen.
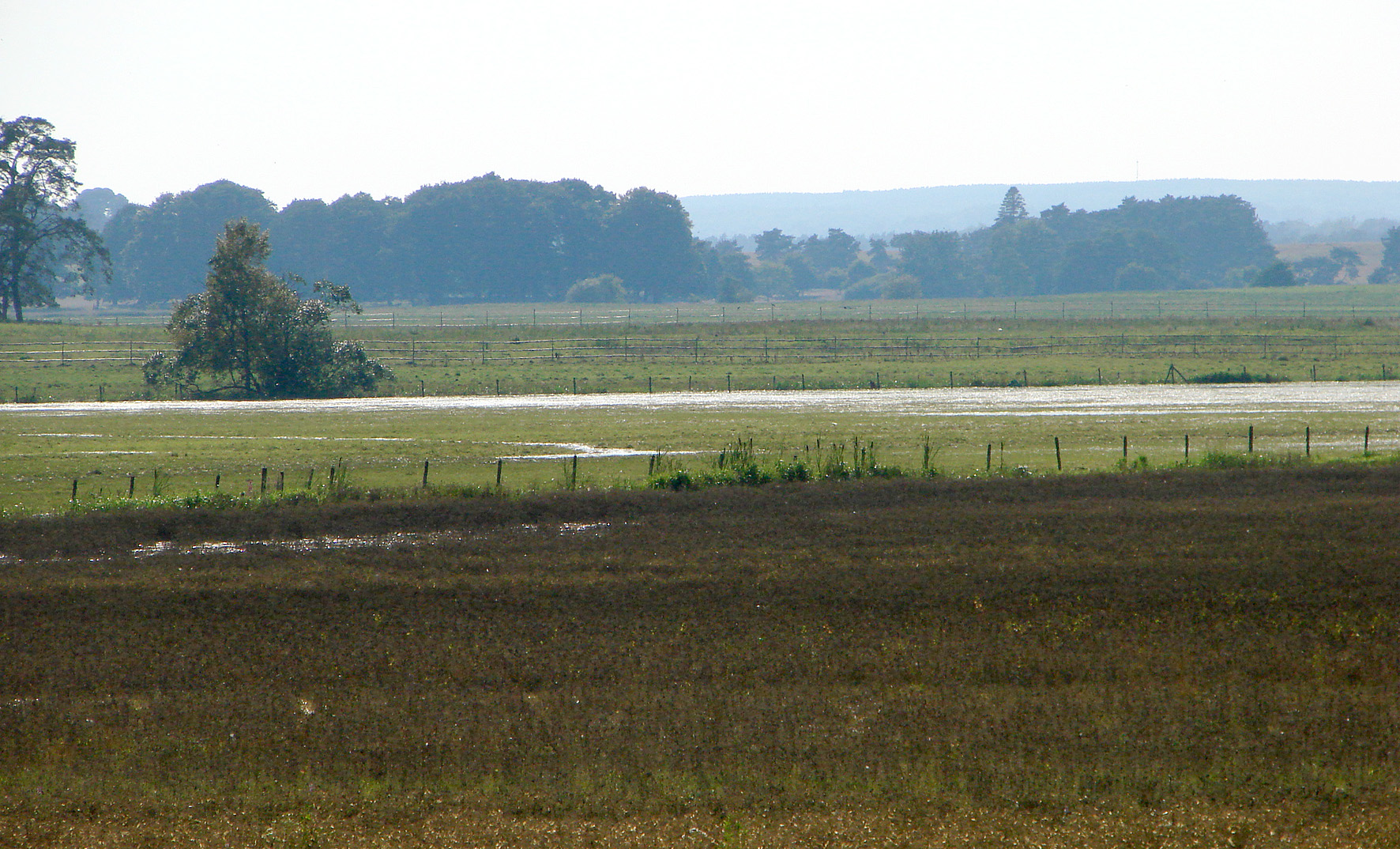
Vombs ängar vid naturreservatet Klingavälsån